# NGC 5748
NGC 5748 est une vaste et lointaine galaxie spirale située dans la constellation du Bouvier. Sa vitesse par rapport au fond diffus cosmologique est de 12 470 ± 14 km/s, ce qui correspond à une distance de Hubble de 184 ± 13 Mpc (∼600 millions d'al). NGC 5748 a été découverte par l'astronome français Édouard Stephan en 1882.